# Schweinchen Wilbur und seine Freunde
Schweinchen Wilbur und seine Freunde (Originaltitel: Charlotte’s Web) ist ein US-amerikanischer Spielfilm aus dem Jahr 2006. Der Film basiert auf dem gleichnamigen Kinderbuch Wilbur und Charlotte von Elwyn Brooks White, der vor allem durch seine Figur Stuart Little bekannt wurde.
Die Vorlage von Elwyn Brooks White wurde 1973 als Zeichentrickfilm (deutscher Titel: Zuckermanns Farm – Wilbur im Glück) von Hanna-Barbera zum ersten Mal verfilmt. Charlotte und Wilbur wurden in dieser Fassung von Debbie Reynolds und Henry Gibson gesprochen. 2003 erschien die Fortsetzung Schweinchen Wilburs großes Abenteuer, die direkt für den Video- bzw. DVD-Markt produziert wurde.

## Handlung
Ferkel Wilbur kommt auf dem Bauernhof zur Welt; als kleinstes und schwächstes seines Wurfs will der Farmer es töten, aber die kleine Fern Arable kann ihn davon abbringen. Sie nimmt Wilbur bei sich auf und zieht ihn groß, bis er schließlich zu schwierig zu halten ist und auf den Hof der Zuckermanns zurückkehren muss.
Wilbur droht zum anstehenden Weihnachtsfest erneut die Schlachtbank, aber da freundet er sich mit einer Spinne namens Charlotte an, die oberhalb seines Stalls wohnt. Mit ihr und den anderen Tieren entwickelt er einen Plan, wie sie die Schlachtung verhindern können. Charlotte erstaunt die Zuckermanns durch Nachrichten, die sie in ihre Netze einwebt, und Wilbur wird nach einigen Abenteuern zum Preisträger des Wettbewerbs einer Landwirtschaftsschau.
Am Ende bleibt Wilbur verschont, was auch Fern freut; gleichzeitig aber muss er sich von Charlotte verabschieden, denn die Spinne hat während des Wettbewerbs Eier gelegt und stirbt nun. Traurig, aber mit der Erkenntnis, dass nichts für immer ist, kehrt Wilbur mit dem Eiersack auf die Farm zurück. Später schlüpfen Charlottes Kinder und ziehen in die Welt hinaus. Nur drei von ihnen bleiben auf der Zuckermann-Farm zurück und freunden sich mit Wilbur an.

## Kritik
„Verfilmung des populären amerikanischen Kinderbuchs von E.B. White als sympathisch-schlichte Fabel um Freundschaft und Verlust, die freilich auf dramaturgische Überraschungen und Spannung verzichtet.“

Die Deutsche Film- und Medienbewertung FBW in Wiesbaden verlieh dem Film das Prädikat besonders wertvoll.

## Produktion
Die Neufassung, in der viele der vermenschlichten Bewegungen der Tiere mit Computeranimationen dargestellt werden, wurde im Mai 2006 zu Ende gedreht und ging danach in die Postproduktion. Hauptdrehort war Victoria in Australien. Der US-Start fand am 20. Dezember 2006 statt, der Deutschlandstart am 4. Januar 2007. Sowohl in den USA als auch in Deutschland wurde der Film ohne Altersbeschränkung freigegeben.

## Stimmen
Im englischsprachigen Original werden die Tiere großteils von bekannten Schauspielern gesprochen, allen voran Julia Roberts als Charlotte. Im Deutschen wird sie von Daniela Hoffmann synchronisiert.
Dakota Fanning wird, wie auch schon in Krieg der Welten, wieder von Laura Elßel synchronisiert.
Als Erzähler fungiert im Original der Schauspieler Sam Shepard.

## Wissenswertes
- Insgesamt wurde Wilbur von 47 verschiedenen Ferkeln verkörpert, da diese zu schnell wuchsen, um mit einigen wenigen alle Tricks einzustudieren und alle Szenen abzudrehen.